# المجلة الجغرافية التونسية
المجلة الجغرافية التونسية هي مجلة علمية تونسية تصدرها كلية العلوم الإنسانية والاجتماعية بتونس. يتم إصدارها كل ثلاثية باللغة العربية والفرنسية والإنجليزية.
تم تأسيسها سنة 1978 من قبل جغرافيين تونسيين وتم إصدار إلى حد الآن 38 عدد. ترأسها أحمد القصاب (1978-1994) ثم حافظ ستهم (1994-1997) ومن بعده محمد جديدي (1997-2000) وعمر بلهادي (2000-2005) ومنذ 2006 الحبيب دلالة.

## وصلة خارجية
- موقع المجلة الجغرافية التونسية